# Rambla Nova

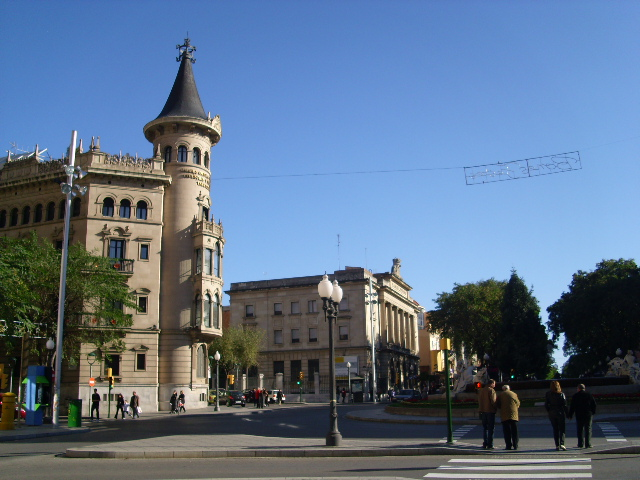
Zona central de la Rambla Nova.

La Rambla Nova es una calle de la ciudad de Tarragona, en España. Es el principal paseo de la ciudad y el centro de la vida ciudadana. Acoge terrazas, restaurantes, tiendas elegantes, así como la sede de distintas corporaciones tanto privadas como públicas. En ella se pueden admirar interesantes ejemplos de arquitectura de la segunda mitad del siglo XIX y del XX. En su extremo Este, se encuentra el Balcón del Mediterráneo, mirador prominente desde el que se domina una amplia panorámica sobre la costa y el mar.
Se abrió, tras concurso ganado por el arquitecto Crivillé, a partir de 1854 en los terrenos liberados tras la demolición de la Muralla de San Juan, fortificación del siglo XVI que separaba el casco antiguo (Parte Alta) del entonces expansivo y floreciente Barrio del Puerto o de la Marina. Su construcción exigió costosas labores de rebaje y relleno.
El tramo inicial mide 45m de anchura y unos 400 m de longitud. Sucesivas ampliaciones han ido alargando el eje viario rectilíneo hasta alcanzar los 1800 m aproximadamente, con una anchura de 50 m, aunque esos tramos ya no mantienen la denominación original. Técnicamente no es una "rambla" (torrente), pero adoptó esa denominación por mimetismo con  las Ramblas de Barcelona, en cuya estructura se basó el diseño (paseo peatonal central arbolado, vías para circulación rodada en los laterales).
En ella se levantan diversos monumentos, algunos de los cuales se han convertido en iconos de la ciudad. A saber (de este a oeste):
- Roger de Lauria (Feliu Ferrer Galzeran)
- 125 aniversario del Club Gimnàstic (Blázquez)
- Monumento a la sardana (Josep Maria Brull)
- El abuelo Virgili (Josep Agustí)
- Tarragona a los héroes de 1811 (Julio Antonio)
- Fuente del Centenario (Josep Viladomat)
- Monumento a los Castellers (Francesc Anglès)
- Lluís Companys (Bruno Gallart Pardo)
- La torre de los Vientos (Antoni Mas Castelltort)